# 乙房インターチェンジ
乙房インターチェンジ（おとぼうインターチェンジ）は、宮崎県都城市乙房町にある都城志布志道路（都城道路）のインターチェンジである。

## 接続する道路
- 宮崎県道45号御池都城線

## 歴史
- 2000年（平成12年） : 事業化。
- 2022年（令和4年）
  - 1月28日 : IC名称が「乙房IC」で正式決定[2]。
  - 3月12日 : 乙房IC - 横市IC間開通に伴い供用開始[2]。
- 2025年（令和7年）2月15日 : 都城IC - 乙房IC間開通[3]。

## 周辺
- 日向庄内駅（JR九州・吉都線）
- 都城市立乙房小学校
- 都城警察署乙房駐在所

## 隣
都城志布志道路（都城道路）
おきみずIC - 乙房IC - 横市IC